# 禅静寺造像碑
禅静寺造像碑，位于今河南省长葛市老城镇和平村第十四初级中学院内，刻于东魏兴和二年(540年)。2013年5月，被国务院列入第七批全国重点文物保护单位名单中。
该碑原立于长葛市禅静寺宝刹前面，后来掩埋地下。清乾隆三年（1738年）这通石碑被当地一位农民在挖土时发现，碑文记述了东魏重臣敬顯儁担任地方官时治理有方、勤政爱民的事迹。造像碑重见天日后，曾被移至当时的长葛陉山书院建亭保护。

## 简介
它是中国保存最完好的北朝造像碑刻，集书法、雕刻和史料于一身。
石碑高2.5米(碑座除外)、宽84厘米、厚26厘米。90厘米高的碑额上精工刻有6条倒首盘龙，供奉着释迦佛像，佛像的下边龛着9个供养人，碑侧为夔龙纹图案。
正体碑身高1.6米，碑文计字1265个，字体扁而匀称，用笔圆润含蓄，是难得的“龙门二十品”外之精品。碑文于清代辑入《书法大字典》，拓片于1973年在日本展出。康有为编著的《广艺舟双楫》中把《敬显俊刹前铭》(即禅静寺造像碑)列为碑品中的“逸品上”；1993年碑文又被收入《北魏石刻艺术》一书。
1963年，石碑被列为第一批河南省文物保护单位。1982年省文物局拨款修建碑亭，1984年建成。2004年，省文物局再次拨款10万元，于2006年8月、9月重新修建了正方形的保护房，并在碑体外加装了玻璃罩以供观赏。